# Sarah Dawn Finer
Sarah Dawn Finer (Stoccolma, 14 settembre 1981) è una cantautrice, attrice, doppiatrice e conduttrice televisiva svedese.

## Biografia
È nata il 14 settembre 1981 a Stoccolma da David Finer, medico, giornalista e scrittore di origini inglesi, e Francine Lee Mirro, psicoterapeuta di origini ebraico-statunitensi; ha una sorella, Zoie, e un fratellastro, Rennie Mirro. Fin da giovane si è appassionata alla musica sia grazie alla nonna paterna, Dorothy Irving-Fjellsted, cantante lirica e professoressa di canto, sia grazie al fratellastro Rennie, figlio del cantautore blues Eric Bibb.
All'età di 8 anni ha debuttato sul piccolo schermo come attrice bambina nel film televisivo Maskrosbarn, prodotto da SVT, assumendo poi un ruolo nella serie televisiva Bert. Nell'adolescenza ha lavorato come autista per diversi personaggi dello spettacolo e come cantante, formandosi contemporaneamente presso il liceo Rytmus di Stoccolma.
Nel 2005 ha pubblicato il suo EP di debutto, mentre nel 2007 ha preso parte col suo brano I Remember Love al Melodifestival, festival musicale svedese utilizzato come metodo di selezione del rappresentante del paese all'Eurovision Song Contest, lanciando così il suo primo album in studio A Finer Dawn. Il brano si è classificato al 4º posto al Melodifestival, ottenendo un discreto successo a livello nazionale e venendo incluso nella colonna sonora del film Between Love & Goodbye di Casper Andreas. Due anni dopo ha preso parte nuovamente al Melodifestival col brano Moving On, ricompreso poi nel suo secondo album omonimo, classificandosi al 6º posto.

## Discografia
Album
- 2007 - A Finer Dawn
- 2009 - Moving On
- 2010 - Winterland
- 2012 - Sanningen kommer om natten
- 2014 - Vinterland

EP
- 2005 - Sarah Dawn Finer

## Doppiaggio

### Film d'animazione
- Voce cantante in L'incredibile avventura del piccolo Elias
- Vidia in Trilli, Trilli e il grande salvataggio, Trilli e il segreto delle ali, Trilli e la creatura leggendaria e Trilli e la nave pirata
- Eudora in La principessa e il ranocchio
- Mamma di Ted in Lorax - Il guardiano della foresta
- Suki in Sing 2 - Sempre più forte

## Filmografia

### Cinema
- Bert – den siste oskulden, regia di Tomas Alfredson (1995)
- Så olika, regia di Helena Bergström (2009)
- Kärlek deluxe, regia di Kicki Kjellin (2014)
- Suedi, regia di Manuel Concha (2021)
- Diorama, regia di Tuva Novotny (2022)

### Televisione
- Maskrosbarn, regia di Marianne Ahrne – film TV (1989)
- Bert – serie TV, 7 episodi (1994)
- Arne Dahl: En midsommarnattsdröm – serie TV, 2 episodi (2015)
- Ture Sventon och den magiska lampan – serie TV, 1 episodio (2023)